# Antigorita
L'antigorita és un mineral de la classe dels silicats (fil·losilicats). Matthias Eduard Schweizer li va posar aquest nom el 1840 per la Vall d'Antigorio, a Itàlia, lloc on es va trobar. En realitat, l'exemplar tipus es va recollir a prop de la frontera entre Suïssa i Itàlia a partir d'afloraments de la serpentinita Geisspfad i no és clar en quin país es van prendre les mostres. Pertany al grup serpentina. És un mineral molt relacionat amb la lizardita i el crisòtil.

## Característiques
L'antigorita es troba normalment en forma massiva o en plaques, i cristal·litza en el sistema monoclínic. La seva duresa varia entre 3,5 i 4 a l'escala de Mohs i la seva exfoliació és molt bona. Predominen els exemplars de color verd, tot i que també són normals de color verd-blavós, blanc, marró o negre.
Segons la classificació de Nickel-Strunz, l'antigorita pertany a «09.ED: Fil·losilicats amb capes de caolinita, compostos per xarxes tetraèdriques i octaèdriques» juntament amb els següents minerals: dickita, caolinita, nacrita, odinita, hal·loysita, hisingerita, hal·loysita-7Å, amesita, berthierina, brindleyita, caryopilita, crisòtil, cronstedtita, fraipontita, greenalita, kellyita, lizardita, manandonita, nepouita, pecoraita, guidottiita, al·lòfana, crisocol·la, imogolita, neotocita, bismutoferrita i chapmanita.

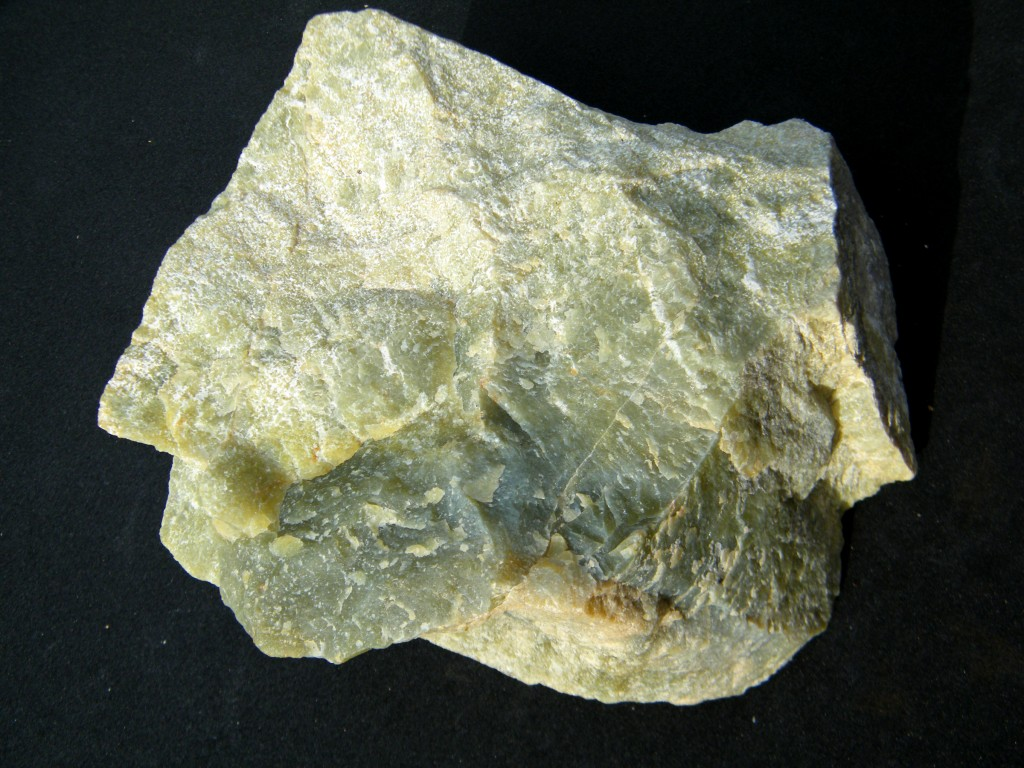
Bowenita, varietat d'antigorita

Als territoris de parla catalana ha estat descrita a les mines de Costabona, situades a Prats de Molló i la Presta, una comuna de la comarca del Vallespir, a la Catalunya del Nord. També ha estat trobada a les pedreres de Gualba, al Vallès Oriental (Barcelona).

## Varietats
Trobem les següents varietats d'antigorita:
- Al-Antigorita, o alumoantigorita, és una varietat que conté alumini.[5]
- Bowenita, una varietat groguenca més toba que l'antigorita. El nom li va donar James D. Dana en honor del químic i mineralogista George Thomas Bowen.[6]
- Jade dels Andes, nom comercial que rep una varietat dura de qualitat lapidària (composta predominantment d'antigorita, amb un 21-31% de lizardita, magnetita i carbonat-Mg) provinent de l'Argentina. El color varia des de diverses tonalitats de verd, passant pel color groguenc, fins a gairebé negre.[7]
- Jenkinsita, una varietat ferrosa, també coneguda com a ferroantigorita.[8]
- Picrolita, una varietat columnar o fibrosa.[9]
- Vorhauserita, una varietat marronosa a negra d'antigorita que conté manganès.[10]
- Wil·liamsita, una varietat verd poma pàl·lid i translúcida d'antigorita.[11]